# Сьвідно (Венґровський повіт)
Сьвідно (пол. Świdno) — село в Польщі, у гміні Вежбно Венґровського повіту Мазовецького воєводства.
Населення — 75 осіб (2011).
У 1975-1998 роках село належало до Седлецького воєводства.

## Демографія
Демографічна структура станом на 31 березня 2011 року:
|          | Загалом | Допрацездатний вік | Працездатний вік | Постпрацездатний вік |
| -------- | ------- | ------------------ | ---------------- | -------------------- |
| Чоловіки | 39      | 7                  | 28               | 4                    |
| Жінки    | 36      | 8                  | 17               | 11                   |
| Разом    | 75      | 15                 | 45               | 15                   |